# Životní historie
Životní historie (či životní příběh) je celkový obraz života informátora či dotazovaného. Využívá se v sociologickém a antropologickém výzkumu. Cílem rozhovorů je popsat, jaké je to být osobou, která je dotazována, a odhalit tak klíčové faktory, které hrály roli v jejím životním směřování.

## Pozadí vývoje metody
Metoda byla poprvé využita při rozhovorech s původními obyvateli Ameriky. Dotazovanými byly vůdci kmenů, kteří byli požádání popsat své životy tak, aby bylo zřetelné, jaké je to být jimi, jaké je to být „v jejich kůži.” Cílem rozhovoru bylo zachytit obraz mizejících původních obyvatel a jejich způsobu života.
Později byla metoda využívána k rozhovorům se zločinci a prostitutkami žijícími v Chicagu. Subjekty byly požádány, aby vyprávěly o svých životech. Tazatelé rovněž zkoumali sociální a policejní záznamy a obecně společnost, ve které se zpovídaní lidé pohybovali a žili. Výsledkem práce pak byla zpráva, ve které bylo možné získat přehled o: 
1. Chicagu té doby,
2. jak se subjekt dívá na svůj vlastní život (tedy jaké to je žít život té které osoby),
3. jak společnost hledí na ten který subjekt a jaké následky to pro něj má — to znamená sociální práce/pomoc, uvěznění, atd.

Ve 20. letech 20. století byl jedním z dalších pokračovatelů vývoje metody William I. Thomas a Florian Znaniecki, kteří publikovali studii The Polish Peasant in Europe and America. Na jejich popud napsal jeden polský emigrant svůj vlastní životní příběh, který pak Thomas a Znaniecki zanalyzovali a interpretovali. Podle Martina Bulmera byla jejich případová studie autobiografie polsko-amerického rolníka „první systematicky shromažďovanou sociologickou životní historií.“ 
Metoda postupem času získávala špatnou pověst s tím, jak v sociologii získávaly silnější postavení kvantitativní metody. Teprve v 70. letech 20. století byla životní historie znovu vzkříšena. Daniel Bertaux a Paul Thompson začali provádět výzkum pomocí životní historie u takových profesích, jako byli pekaři a rybáři. Vzkříšení metody životní historie se rychle rozšířilo skrze Evropu, a to hlavně do Německa, Itálie a Finska, kde probíhaly hlavní výzkumné iniciativy.

## Technika
Tazatel by se měl vyvarovat otázek ano-ne. Subjekt by měl vyprávět příběh o svém životě svými vlastními slovy. Takový postup sběru dat se také nazývá narativní metoda. Je běžnou praxí začít rozhovor raným dětstvím a postupovat chronologický dále do přítomnosti. Další možností je nechat subjekt, aby o svém životě napsal sám (tak jak to udělal Thomas a Znaniecki v případě polsko-amerického rolníka). To lze udělat i buď veřejnou soutěží (jako tomu bylo v Polsku, Finsku či Itálii) anebo sesbíráním již spontánně vzniklých životních příběhů.